# Joseph Cosey
Joseph Cosey (18 de febrero de 1887 - 1950) es el alias favorito del notorio falsificador Martin Coneely. Fue muy hábil en la imitación de la escritura a mano de figuras históricas estadounidense.

## Primeros años
Joseph Cosey nació como Martin Coneely el 18 de febrero de 1887 en Syracuse, Nueva York. Fue el hijo de un inmigrante católico irlandés llamado Robert Coneely, un «ebanista de profesión», y Sarah Bease de Virginia. Se desempeñó muy bien en la escuela primaria y secundaria, pero salió de su casa a la edad de diecisiete años después de pelear con su padre.
Cosey trabajó como aprendiz de impresor (había ayudado a su hermano mayor, Robert, en su taller de imprenta), vagando de un lugar a otro y de un trabajo a otro. En cada lugar, utilizaría la biblioteca local para satisfacer su interés en la historia americana del siglo XIX.
Se unió al Ejército de los Estados Unidos en 1909, y «fue enviado a las Filipinas como parte de una privada Compañía G, 19a de Infantería». Fue dado de baja cuatro años más tarde por agredir a la cocinera de la compañía. Falsificó un certificado de baja honorable.

## Falsificaciones
Cosey fue capturado y condenado varias veces por diversos delitos, entre ellos robo de motocicletas, falsificación de cheques y el uso de los recibos de entrega falsas para robar treinta mil dólares en bonos negociables. Cosey utilizó varios nombres falsos. Sirvió en torno a diez años en varias prisiones, incluyendo San Quentin,  y fue liberado a finales de 1920.
La carrera de Cosey de falsificación histórica comenzó por casualidad. En 1929, se trasladó a la Biblioteca del Congreso y pidió ver algunos documentos antiguos, le robó una orden de pago aprobado por Benjamin Franklin en 1786. Cuando trató de venderla a un comerciante de libros de Nueva York, el comerciante le dijo que era una falsificación. Frustrado por no poder concretar la estafa, Cosey practica falsificación de firmas durante varios meses y luego vendió en el mismo concesionario un trozo de papel con la inscripción «Yrs. Truly, A. Lincoln» por diez dólares.